# Пассионарии
Пассиона́рии (от фр. passionner — «увлекать, возбуждать, разжигать страсть») — в пассионарной теории этногенеза люди, обладающие врождённой способностью абсорбировать из внешней среды энергии больше, чем это требуется только для личного и видового самосохранения, и выдавать эту энергию в виде целенаправленной работы по видоизменению окружающей их среды. 
Некоторые судят о повышенной пассионарности того или иного человека по характеристике его поведения и психики.
Термин введён Л. Н. Гумилёвым и широко применяется только на постсоветском пространстве.
Пассионарии — особые люди энергоизбыточного, активного общественного типа. Их пассионарность одинаково легко способна порождать подвиги и преступления, творчество и разрушение, добро и зло. Это предприимчивые, активные и рисковые люди, стремящиеся к выполнению поставленной задачи - стремление к достижению цели у них сильнее инстинкта самосохранения.
Являясь людьми нового склада в популяции, пассионарии ломают сложившийся уклад жизни, из-за чего вступают в конфликт с обществом. Они организуются в группы (консорции), те, в свою очередь, становятся ядрами новых этносов, образующихся обычно через 130—160 лет после «толчка», и выдвигают идеологии, становящиеся их доминантами.
В современных исследованиях личностные проявления пассионарного поведения получили название Вигоросность.
Антипод пассионарию — субпассионарий, особь энергодефицитного типа.
Термин введён Л. Н. Гумилёвым.